# クリーム・パフ
クリーム・パフ（Creme Puff、1967年8月3日 - 2005年8月6日）は、38年と3日生きたアメリカ合衆国のネコである。2025年現在、世界で最も長く生きたネコとしてギネス世界記録に認定されている。クリーム・パフは飼い主のジェイク・ペリー、ネコのグランパ（1964－1998）とともに、アメリカ合衆国のテキサス州オースティンにて生活した。クリーム・パフ、グランパと、どちらも非常に長生きであったが、この長寿の秘訣はベーコンエッグ、アスパラガス、ブロッコリー、コーヒーなどの様々な食物の摂取にあるのではないかと言われている。（ただし一般的にはネコによるコーヒーの摂取は彼らの健康を損なうとの指摘がある。）